# デレック・ワーウィック
デレック・スタンリー・アーサー・ワーウィック（Derek Stanley Arthur Warwick, 1954年8月27日 - ）はイギリス・ハンプシャー州ニュー・アルレスフォード（英語版）出身の元レーシングドライバー、実業家。イギリス領ジャージー島在住。2011年8月にBRDC（ブリティッシュ・レーシング・ドライバーズ・クラブ）会長に就任した。その後もF1のスチュワード（レース審査員）を度々務めている。
「Warwick」の発音は本来「ウォリック」であるが、「ワーウィック」表記が定着している。また、「ウォーウィック」と表記されることもある。他にも、フジテレビF1中継では「ディレック・ワーウィック」と表記されていた。
弟のポール・ワーウィックも同じくレーシングドライバーであったが、1991年にレース中の事故で亡くなっている。

## プロフィール

### 初期の経歴
1976年にイギリスFF1600でシリーズチャンピオンを獲得。翌1977年からイギリスF3選手権に参戦し、1978年には4勝を挙げチャンピオンを獲得。翌1979年よりヨーロッパF2にトールマンから参戦し、1980年にはランキング2位を獲得した。

### F1

#### トールマン時代

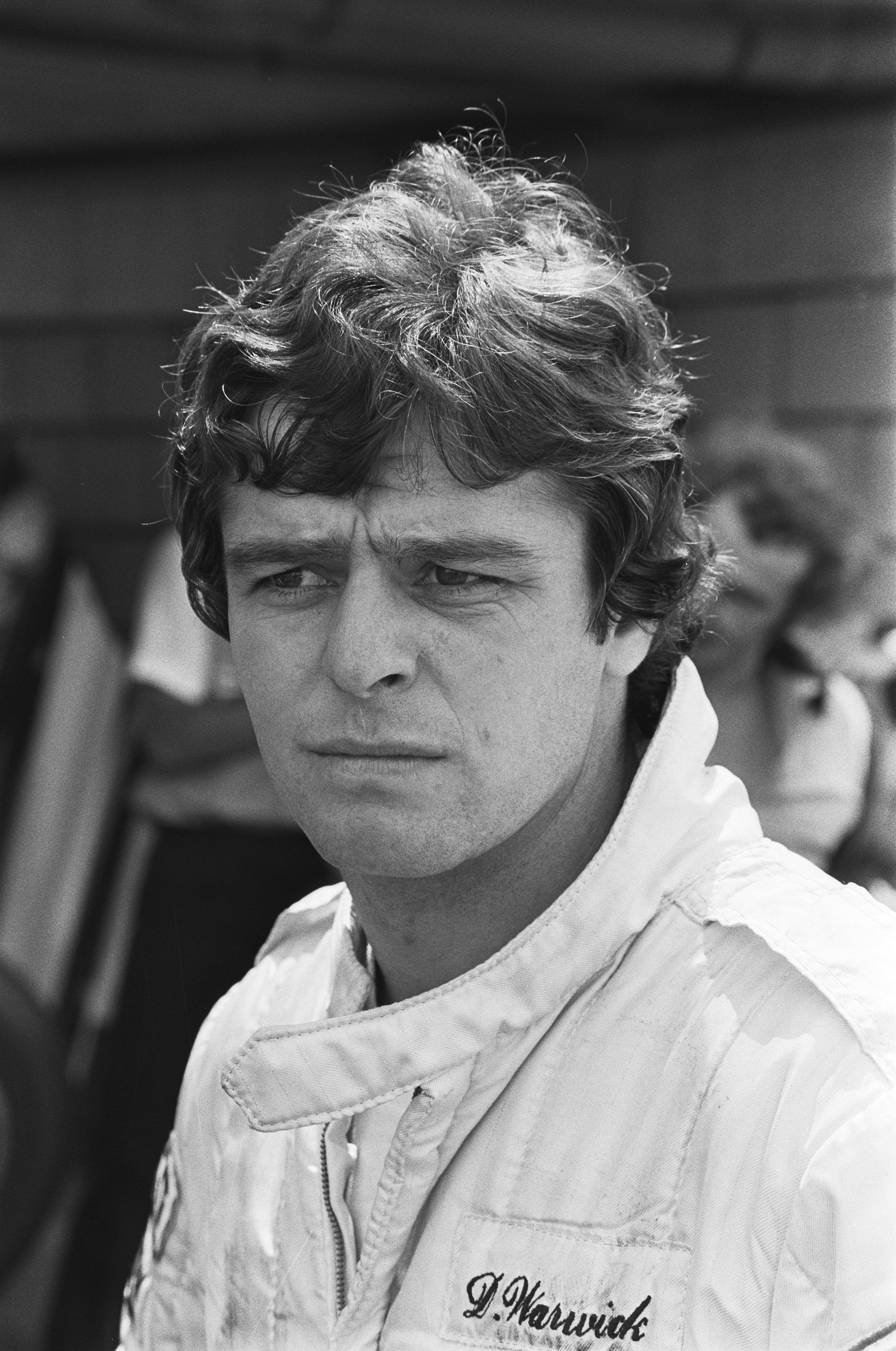
トールマン時代（1982年オランダGP）

1981年、トールマンチームとともにF1に進出。第4戦サンマリノグランプリからエントリーするも新興チームということもあり苦戦し、予選落ちが続いた。最終戦アメリカグランプリにてようやく予選を通過しデビューとなるが、決勝での完走はならなかった。
1982年も予選落ちこそ減少したものの、マシンに速さ・信頼性ともに足りない状況は変わらず、完走は2回だった（最高位：10位）。ただし第9戦オランダグランプリでは、初のFLをマークしている。またチームメイトのテオ・ファビに対し、予選で10勝3敗と圧倒、予選落ちもファビの6回に対し2回に抑えた。
1983年には前年までと比べマシン性能が向上、開幕戦ブラジルグランプリでの5位グリッドをはじめ、予選では度々上位に食い込むようになる。決勝はトラブルの多さからリタイヤが多く、第11戦オーストリアグランプリ終了時点では完走2回・入賞なしという状況だったが、第12戦オランダグランプリで4位初入賞。ここから勢いに乗り、最終戦南アフリカグランプリまで4戦連続入賞を果たした。チームメイトのブルーノ・ジャコメリに対しても、予選成績では12勝3敗、獲得ポイントでもジャコメリの1に対し9となった。

#### ルノー時代

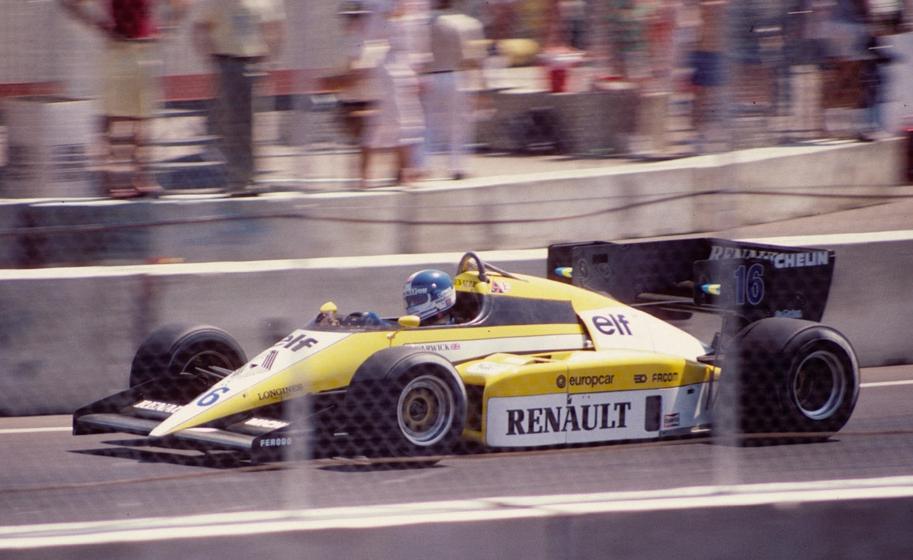
ルノーRE50(1984年)

トールマンでの走りが認められ、1984年にはルノーに移籍しRE50をドライブ。開幕戦ブラジルグランプリでは、中盤よりトップを走行するが、残り11周でサスペンショントラブルによりリタイヤ。その後は2位2回・3位2回・4位1回・FL1回という成績を残し、予選でも3度の3位グリッドなど上位に食い込むが、勝利は挙げられなかった。チームメイトのパトリック・タンベイに対して予選では10勝6敗と上回り、決勝での獲得ポイントでも上回った。この活躍が評価され、フランク・ウィリアムズはリジェに移籍したジャック・ラフィットの代役としてワーウィックに白羽の矢を立てた。しかし、この時点ではホンダ・ターボを搭載するウィリアムズは1984年ダラスグランプリにおいてケケ・ロズベルグが挙げた1勝のみであり、ワーウィックはルノー残留を選択した。断られたウィリアムズはナイジェル・マンセルと契約した。
迎えた1985年、ウィリアムズ・FW10はマンセルの初勝利を含む4勝を挙げ、ウィリアムズ・ホンダは以後2年連続コンストラクターズ・タイトルを獲得する活躍を見せワーウィックは後悔することとなった。1985年のマシン、RE60に高い戦闘力が無く、完走率も低く入賞は5位2回・6位1回、予選でも2桁グリッドが定位置となった（ベストは3度の6位グリッド）。チームメイトのタンベイに対しても、予選（7勝8敗）・決勝ともに下回った。

#### ブラバム時代
1986年にはロータスへの移籍がほぼ確実視されながら、当時ロータスのNo.1ドライバーだったアイルトン・セナが、ワーウィックをチームメイトとすることを拒否。これにより、ロータスはセナのチームメイトにF1ルーキーであるジョニー・ダンフリーズを抜擢、ワーウィックは浪人のままF1開幕を迎えることとなった。世界スポーツプロタイプカー選手権(WSPC)のシルクカット・ジャガーからオファーがあり、ジャガー・XJR-6で参戦した。
しかし5月、ブラバムから参戦していたエリオ・デ・アンジェリスがポール・リカールでのテスト走行中に事故死。第6戦カナダグランプリより、ワーウィックが代役としてブラバムに加入することとなった。同年のマシン「BT55」は、低重心化を意識しすぎた結果シャシーバランスや熟成を欠いており苦戦、入賞を記録することはできなかった（最高位：7位）。チームメイトのリカルド・パトレーゼに対し予選成績で3勝8敗だった。

#### アロウズ時代
1987年にはアロウズに移籍するが、入賞は5位・6位が1度ずつの計2回に終わった。チームメイトのエディ・チーバーに対しても、予選成績では9勝7敗で上回ったが、獲得ポイントでは下回っている（チーバーの8に対し3）。
1988年は予選でチーバーに12勝4敗と前年以上に差を付け、決勝でも4位4回・5位2回・6位1回とコンスタントに入賞。ポイントでもチーバーの6に対し17を記録し、ランクで1984年同様ベストタイとなる7位となった。
1989年も残留。前年と比較すると劣るものの、5位3回・6位2回の計5度の入賞を記録。予選ではチーバーに14勝1敗、決勝でも獲得ポイントで上回った。なお、第7戦フランスグランプリはカートの事故により負傷したため欠場した。

#### ロータス時代
1990年には、因縁のロータスに移籍。チームメイトは前年に自身が欠場した際に代役を務めたマーティン・ドネリーとなった。しかし、ロータスのチーム力は1986年当時から大幅に低下しており、入賞は5位・6位が1回ずつと、思うような活躍はできなかった。8月27日、ベルギーGPを終えた足で弟・ポールが出場するF3000バーミンガム・スーパープリの会場を応援のため訪れていたが、そこで1シーズンのみでロータスを離れることを表明。囲み取材にて、「チームに残らないことは決めたんだ。あまりに状態が悪くて全然レースにならないこともあった。来季に向けてアロウズ（フットワーク）、ブラバム、レイトンハウス、新たにF1へやってくるEJR（ジョーダン）から打診が来てるし、CARTでもSWCでも魅力的なプロジェクトであればカテゴリーはF1にこだわらない。」と公表した。9月、第12戦イタリアGPでは、決勝スタート直後に最終コーナー「パラボリカ」の立ち上がりでマシンが横転するクラッシュを起こしたが、底を上に向けたロータス・102から這い出すとすぐにピットへとランニングを開始し、その途中ではイタリアRAIからのインタビューもこなすタフさが話題となった（後述）。
最終戦オーストラリアGPで改めて会見を開き、「TWRシルクカット・ジャガーからタイトル争いができる体制でのオファーをもらったので、来季はSWCに参戦することにした。トム・ウォーキンショーの構想は素晴らしいマシンと体制で、とても楽しみだ。もう一つの理由は、F1に参戦しても上位を目指して走ることが出来ないという状況に我慢がならなかったからなんだ。今季のロータスには失望した。シルクカット・ジャガーとの契約は1年、F1からは一時的な撤退であればいいね。ドネリーのヘレスでの大クラッシュは決断と関係ない。もし同じマシンに乗る彼のあの光景を見て怖くなったというのなら、翌日にレースそのものから引退してるよ。あと、来月プロドライブのスバルから誘われたのでRACラリーにも出るんだ。レーサーとしてのモチベーションは全然下がっていない。」と声明を出し、引退ではないと強調した。
なお、翌1991年はSWCをメインカテゴリーとしていたが、8月にベルトラン・ガショーの逮捕により空席となったジョーダンの後任候補となった。しかしミハエル・シューマッハがデビュー戦で印象的なパフォーマンスを披露したこともあってこの参戦は実現しなかった。

### SWC時代
1991年、ワーウィックは1986年以来となるスポーツカーレースにシルクカット・ジャガーからフルエントリー。ジャガー・XJR-14で3勝を挙げ、ランキング2位を記録。またル・マン24時間レースでは4位に入った。
1992年のル・マン24時間レースにはプジョー・ワークスの一員としてプジョー・905をヤニック・ダルマス、マーク・ブランデルとともにドライブし勝利。これを含めた計3勝でSWCのチャンピオンとなるなど、成功を収めた。

### F1復帰

#### フットワーク時代

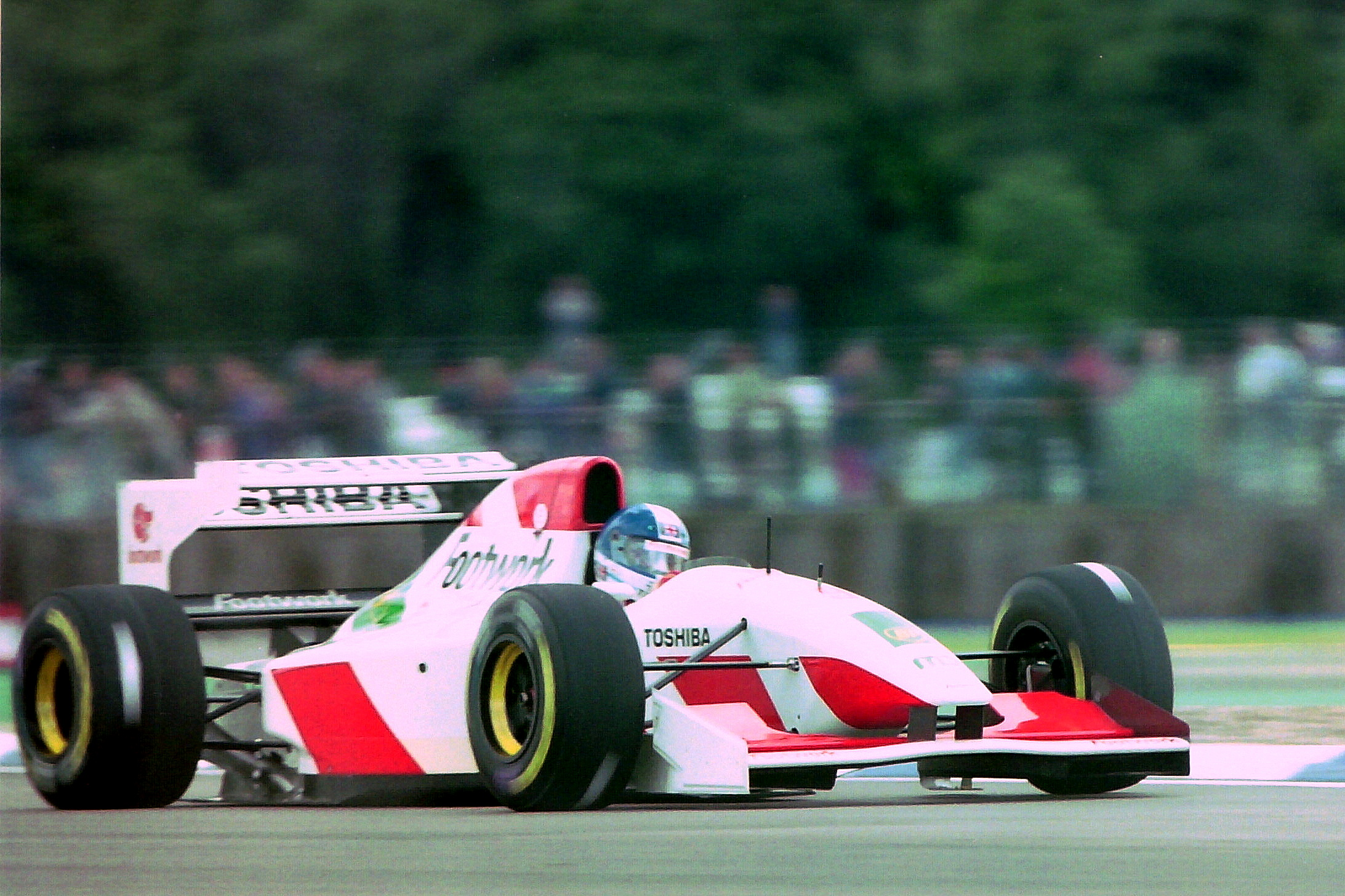
1993年イギリスGP

前年の活躍をきっかけで、1993年にはフットワークからのオファーを受け、3年ぶりにF1に復帰。無限ホンダエンジンを搭載するFA14を駆る。マクラーレンと技術提携し戦闘力が増した後半戦に調子を上げるも、特にギアボックスの信頼性が低く入賞は4位・6位がそれぞれ1回ずつとなった（ただし、チームメイトの鈴木亜久里はノーポイント）。予選では亜久里に9勝7敗だった。
同年親会社のフットワークの経営悪化が著しくなりチーム売却が報じられる状況となり、結果ジャッキー・オリバーが再びチームオーナーとなった。この混乱期にチーム資金面の問題からより資金の持ち込めるドライバーが求められ、1994年に向けてはジャンニ・モルビデリとクリスチャン・フィッティパルディが起用されワーウィックはシートを失った。1994年シーズン中にベネトンから2回、マクラーレンからも1度「F1に代役参戦する気はあるか？」との電話が掛かってきたが、同じころテストドライブしていたBTCCの車両が思いのほか面白かったためその話を断ったと述べている。

### F1後

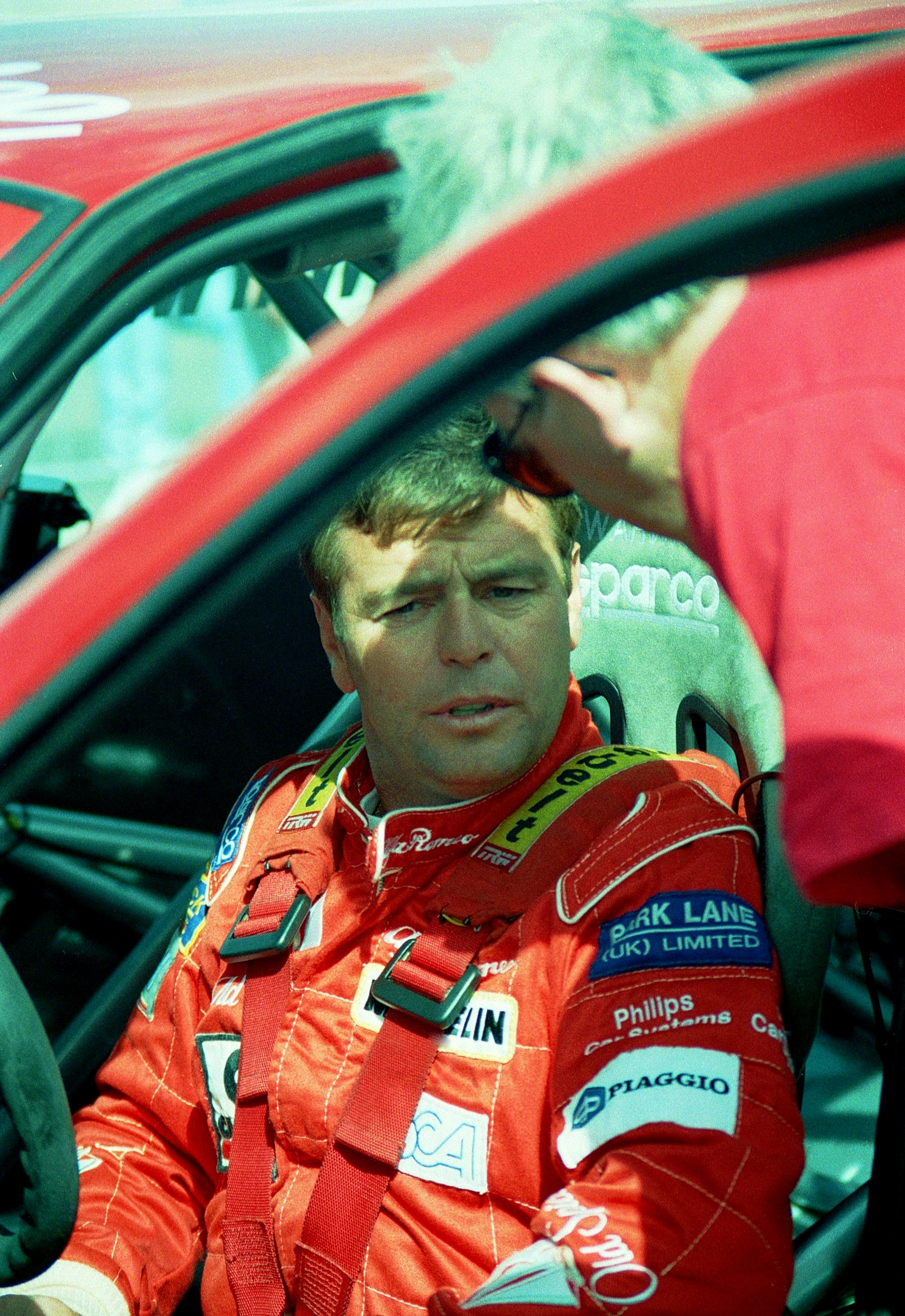
BTCC時代（1995年イギリスGP）

1995年からイギリスツーリングカー選手権（BTCC）に出走し、1998年には1勝をマーク、さらに共同設立した888レーシングでボクスホールを走らせた。
2006年には、OBのF1ドライバーによるグランプリマスターズの、最初のシーズンに参加。
2011年8月25日に開かれたブリティッシュ・レーシング・ドライバーズ・クラブ（BRDC）の年次総会で会長に選ばれた。ワーウィックはデイモン・ヒルの後を継いでの会長就任は重責だと語ったが、BRDCが所有するシルバーストーン・サーキットのさらなる開発という差し迫った難題に取り組むことを楽しみにしているとも述べている。
一方で、前任者のヒルはF1ドライバーの経歴を持つワーウィックが自身の理想的な後任候補だったと言い、次のようにコメントしている。

「デレック・ワーウィックはプロのレーシングドライバーとして生活し、その中でもトップクラスに属していた。彼は勝つために必要なこと、負けた時の気持ちを分かっている。私はレーシングドライバーとして活動した者が常にこのクラブの舵を取るべきだと考えている」「デレックはプロのレーシングドライバーとしてその決断力と完全性を世界に示したように、必ずやこのクラブを同じように導いてくれるだろう。私はそう確信している。BRDCの次期会長に就任するにあたり、デレックに心からの祝辞を述べたい。今後の彼とクラブの成功をお祈りする」

1989年にホンダ車を中心とした自動車販売店、デレック・ワーウィック・ホンダを設立し2023年現在まで営業を続けている。一時はイギリス国内に5つの店舗と130名の従業員を抱えていたが、2003年にジャージー島の店舗以外を全て売却した。
デレック・ワーウィック・ホンダ以外にもイギリス国内で不動産会社など数社を経営している。

## スチュワード問題
F1のレーススチュワードは4人で構成されており、そのうちの1人はF1でのドライバー経験がある者が務める事となっているが（2010年より）、そのメンバーは固定制ではなく各レース毎に異なる。近年の元F1ドライバー枠はワーウィックの他にエマニュエル・ピロ、ミカ・サロ、エンリケ・ベルノルディ、ヴィタントニオ・リウッツィ、ダニー・サリバンらが務めているが、その中でもワーウィックが2010年以降スチュワードを務めた回数は2023年イギリスグランプリ終了時点で43回とメンバーの中でも特に多い。
しかしワーウィックがスチュワードを務めたレースでは通常は不問とされるケースでもペナルティが出される事が多く、他のスチュワードに比べ裁定が厳しい事で有名であることから、全体を通してのスチュワードの裁定には一貫性や公平性が無いとして、以前からファンやメディアのみならずしばしばチーム関係者からも批判がある。
このスチュワード問題については現役ドライバーからは特にフェルナンド・アロンソが批判的で、チームからは特にハースのチーム代表を務める小松礼雄や、同チーム前代表のギュンター・シュタイナーらが以前から厳しい言葉で批判を行っている。
小松は自身が寄稿するコラムにおいて、2017年ブラジルグランプリや2020年ハンガリーグランプリでスチュワードから呼び出された際のやりとりについて触れ（両レースともワーウィックがスチュワードを務めていた）、ワーウィックを含むスチュワードらがその立場にありながらレギュレーションやガイドラインを熟知していない事、ワーウィックが最後まで議論を交わす姿勢を見せずに途中で投げ出すような発言をした事を理由に、ワーウィックを名指しの上で「彼の説明も支離滅裂で、(中略)世界選手権に関わっているという自覚も無ければ責任感もない」と痛烈に批判をした。シュタイナーは2023年モナコグランプリにおいてニコ・ヒュルケンベルグにペナルティが科された事でスチュワードらに対し"Laymen"という言葉を用いて厳しく批判したが（モナコでのスチュワードのドライバー枠はダニー・サリバン）、翌スペイングランプリの決勝前にワーウィックを含むスチュワードはシュタイナーに譴責処分を科した。

### 批判の対象となったレース

#### 2021年アブダビグランプリ
この年のマックス・フェルスタッペンとルイス・ハミルトンの熾烈なチャンピオン争いは最終戦のアブダビグランプリまでもつれ込み、ファイナルラップでの大逆転でフェルスタッペンに決まる劇的な結末となったが、レース終盤のセーフティカー中の運用に疑惑があった事からレース結果の正当性について大論争が沸き上がり、すぐさまメルセデスから抗議が行われたが即日棄却された。メルセデスは期限までに控訴を行わず、FIAは運用の誤りを認めつつも最終結果に変わりはないとしたためフェルスタッペンのチャンピオンが確定したものの、レースディレクターを務めていたマイケル・マシが翌年に更迭される事態にまで発展した（マシはその後FIAを退職した）。しかしこのレース後のメルセデスの抗議を棄却したのはワーウィックを含むスチュワード4名で、翌年まで大きな遺恨を残す結果となった。

#### 2023年スペイングランプリ
決勝レース終盤の角田裕毅と周冠宇との争いにおいて、角田が周を1コーナーで押し出したとしてワーウィックらスチュワードが角田にペナルティを科し、9位からポイント圏外の12位にまで転落した事でまたも多くの批判の声が沸き起こる事態となった。
この件についてSky SportsにてF1アナリストを務めるアンソニー・デビッドソンは、角田が競り合いの中でアンダーステアを出していたとしてペナルティを支持する一方、YouTubeのF1公式チャンネルのポストレースショーにおいてインタビュアーを務めるリバティメディアのウィル・バクストンは、BBCにて解説を務めるデビッド・クルサードとジョリオン・パーマーが「価値の無いペナルティ」と批判した事を紹介し、バクストンに見解を求められた2022年F2チャンピオンのフェリペ・ドルゴヴィッチも角田のドライビングに理解を示したほか、DAZNにて解説を務める中野信治はバトル時のガイドラインに照らし合わせてペナルティに対してある程度の理解は示しつつも、バトル時の角田の状況を踏まえた上で「だからこそ、あの裁定はすごく微妙ではあります」と見解を述べた。他にもフランク・モンタニーは「この裁定はフェアではない。なぜなら、ユウキは何も間違いを犯していないのだから。（後略）」と語り、ラルフ・シューマッハは「私にはあのバトルはレースではよくある光景のひとつにしか見えなかったから、審議されるべき事件だとは考えていない。（中略）個人的には、こういうF1は私は嫌いだ」と語るなど、ドライバー経験者からも批判や疑問の声が多く上がった。
このレースでは序盤にも他のドライバーで同様のケースでの押し出しがあったがそれらは審議対象にすらならず、角田にだけは5秒タイムペナルティと1ペナルティポイントという重いものが科せられた事により、同じレースの中ですら公平性が保てていない事が露呈し波紋に拍車をかける事態となったが、角田が所属するアルファタウリ代表のフランツ・トストはこの件を角田のミスとして受け入れ、スチュワードに対して抗議しなかったため角田の順位は12位で確定となった。

#### 2023年イギリスグランプリ
決勝レース41周目のストウコーナーにてピエール・ガスリーに対しランス・ストロールが追い抜きをしかけた際、ガスリーと横並びになったストロールは完全にコース外に出たがそのままガスリーを追い越した。コース外からの追い越しはペナルティの対象となるためストロールはガスリーに順位を譲らなければならなかったがそのまま走行を続けた。しかしワーウィックらスチュワードはこの追い越しは審議対象とせず、コース外に出た事のみに対しトラックリミット違反として警告するに留まった。ガスリーはその後ストロールを抜き返したが、ストロールは45周目のターン16でガスリーのアウト側から再度追い越しを仕掛けたが再度コースアウトし、ターン17にてコース外から強引にコース復帰を試みたためガスリーの右側面に衝突した。これによりガスリーはサスペンションを破損しリタイアとなり、ストロールは走行を続けて完走したものの5秒タイムペナルティが課された。
ガスリーはレース後のインタビューに於てスチュワードの裁定に対し「一貫性が無く不公平だ」と批判した。

#### 2023年オランダグランプリ
予選Q2において角田裕毅がルイス・ハミルトンのアタックを妨害したとして14位から17位へ3グリッド降格のペナルティを科した。しかしハミルトン本人は「前の周で他の何人かが邪魔をした。角田は少し邪魔だったけど、彼が僕にタイムを失わせることはなかった」と発言しており、ペナルティの妥当性に疑問符がついた。
この次のアタックでは角田がハミルトンから妨害を受けており、角田はハミルトンの妨害でタイムロスになったと主張したが、ハミルトンの角田への行為は審議対象にならなかった他、ランス・ストロールのハミルトンに対する妨害も不問とされた。
決勝においてもターン１でジョージ・ラッセルの右フロントタイヤと角田のフロントウイングが軽く接触したが、またも角田に5秒タイムペナルティが課され13位から16位に降格された。このレースではシャルル・ルクレールとオスカー・ピアストリ、ランド・ノリスとラッセルの間でも接触があったが、ノリスとラッセルは不問、ルクレールとピアストリは審議対象にすらならなかったうえ、更に角田にはレース後に2ペナルティポイントが課されるという他者と比較して突出して厳しい裁定が下ったため、一部ファンからは日本人である角田を標的にしているとの声も上がる事態となった。

#### 2023年ラスベガスグランプリ
フリー走行1回目開始から約8分後、エステバン・オコンがストレートを走行中に鉄製の水道管バルブカバーの上を通過した際にカバーが外れ、直後に通過したカルロス・サインツの車体下に直撃し、車両後部から激しい火花を上げた直後にコース脇に停車した事で赤旗が提示された。コースの安全性確保のためにフリー走行2回目は2時間半遅れのスタートとなり、その間にサインツのマシンは修復が行われたが、損傷はサバイバルセル、シャシー、エンジン、エナジーストア（バッテリー）、電装品類と広範囲に及んだ。
通常、市街地コースでレースを行う際はマンホールや排水溝の蓋などは予め外れないように厳重に固定する事が常識となっているが、今回は蓋を固定していたフレームごと変形したために蓋が外れるというコースの不備であり、ドライバーやチームにとっては不可抗力の事故であった。
フェラーリはマシンの修復に新品のエナジーストアを投入しなければならず、本来であれば10グリッド降格ペナルティが課されるところ、コースの不備で不可抗力の事故である事を理由にペナルティの免除を求めたが、ワーウィックらスチュワードはペナルティの免除規定が無い事を理由にサインツに10グリッド降格ペナルティを言い渡した。
2024年モナコグランプリ
決勝レースのスタート直後、ケビン・マグヌッセン、ニコ・ヒュルケンベルグ、セルジオ・ペレスの３台が絡む多重事故が発生し赤旗中断となった。上り坂の全開区間であるボーリバージュにてマグヌッセンの左フロントとペレスの右リアが接触し、ヒュルケンベルグを巻き込んでのクラッシュとなり、特にペレスのマシンは原型を留めない程に激しい損傷を受けるものだった。ボーリバージュは僅かに左右に曲がるコースを直線的に駆け抜けるため２台のマシンが並走する事は基本的に不可能であるが、マグヌッセンの無謀なアタックにより両者が接触し重大事故を引き起こした。マグヌッセンはその時点でペナルティポイントが累積10点となっており、出場停止となる12点を目前に控えているにもかかわらず大事故を引き起こしたため、ペナルティポイント制が導入されて初の出場停止になるかと思われた。近年はスタート直後1周目のアクシデント等は不問とされる事が多いが、ワーウィックらスチュワードはそれほどの大事故であったにもかかわらずマグヌッセンに対し調査をする事も無く不問とした事で、被害者であるペレスからは「非常に失望している」と不満の声が上がった。なお、スタート直後のターン1にてカルロス・サインツとオスカー・ピアストリの間での軽い接触でサインツのタイヤがパンクしたが、これに関しては「調査の結果」不問とされたほか、ターン8でオコンがチームメートのガスリーと接触した件についてはオコンに10秒ペナルティと2ペナルティポイント（ガスリーは再スタートし10位完走したが、オコンはこの接触で再スタート出来ずタイムペナルティを消化出来なかったため次戦5グリッド降格）が課された事から、マグヌッセンが引き起こした重大事故が調査すらされない事に不可解な点を残した。
また、スタート直後に赤旗中断となった場合、先頭車両が第1セクターを通過していなかった場合は最初のスタート順で再スタートされる事となっており、その間に起きた順位変動は無効となる。しかしこのレースでは赤旗中断が宣言された時点で先頭車両は第2セクターのヌーベルシケインに位置しており、本来であれば第1セクターの通過順で再スタートとなるはずであったが、ワーウィックらスチュワードは最初のスタート順での再スタートを宣言したため、これまでのレースにおける赤旗中断後の再スタート順位の取り扱いと矛盾する事となった。
2024年カナダグランプリ
決勝レーススタート前の国歌斉唱の際、VCARBの角田が所定の位置への整列に遅刻する事態が発生した。原因はチームが角田に国歌斉唱の開始時間を正しく伝えていなかった事であり、ワーウィックらスチュワードはチームに対し1万ユーロの罰金を科した。
しかしこの例では戒告処分が慣例となっているが、「ペナルティを罰金に引き上げる事は適切だと感じている」という根拠の無い理由で突然の罰金を科した事でまたも裁定の一貫性の無さが露呈した。

## 評価
長くF1に参戦したが、勝利を挙げることはなかった。未勝利ドライバーの中では最高のドライバーの1人という評価もあるが、上述の問題からチーム関係者、ドライバー、ファンからはスチュワードとしての能力は評価されていない。

## 補足
- 得意なスポーツはボウリングで、夫婦そろって腕前は中々のものだという。
- 握力が強く、握られた相手の手が痺れると言われているほか、トールマン在籍時にマシンの車高を調整する鋼鉄製のレバーをあっさりとへし折ってしまったという逸話もある。
- 滅多なことでは怒らない上、怒っても静かに怒る英国紳士を絵に描いたような性格とされる。
- 古舘伊知郎が実況を担当した際にはその風貌や性格から「F1界の二谷英明」「顔面ビッグベン」「F1界の英国屋」と実況されていた。

### レースでのエピソード
- 1982年イギリスグランプリは、一時2位を走行するも41周目にリタイヤ、ドライブシャフトのトラブルが原因と発表された。しかし後日、実際にはスポンサーからテレビに映るように圧力がかかったため[注釈 9]、チームがドライバー承諾のもと、マシンが軽くなり速さを見せられるハーフタンクで走ったという経緯が判明した。結果的には、軽いマシンで予選16位から2位まで追い上げる過程で、TVに多く映り目的を達成した（76周中41周目に燃料切れ）[22]。
- 1986年のブラバム加入の際は、エリオ・デ・アンジェリスの死に際し、他の多くのドライバーがバーニー・エクレストンらチーム首脳に後任として売り込みの電話をかけてきたのに対し、有力ドライバーの中で唯一そのような電話をかけなかった。本人曰く「ああいう時には、チームの誰もが嘆き悲しんでいるはず」と判断して自重したとのことだが、逆にその点がエクレストンに評価され契約に至った。ワーウィックの人柄を表す代表的なエピソードとして知られる[23]。
- 同じく1986年のオーストリアグランプリでは、チームメイトのリカルド・パトレーゼのマシンがレース直前になりトラブルに見舞われ、既にスペアカーも使い切った状態であったため、エクレストンの指示でワーウィックのマシンをパトレーゼに譲ることになり出走できなかった。当時パトレーゼがBMWの強力なバックアップを受けていたことが背景にあり、この交代劇も裏でBMWの指示があったとされる[23]。
- 1990年第12戦イタリアグランプリでは、オープニングラップの最終コーナーでコースアウト、フェンスに衝突後にマシンが横転する大クラッシュに遭うが無傷で生還。さらに、クラッシュ直後にインタビューマイクを向けた川井一仁に対し、「グージェルミンのスリップストリームに入っていたんだけど…」と、ピットへと小走りしながら何事もなかったかのように冷静に状況を話した後、スペアカーに乗り込み再スタートへと向かい、そのタフネスぶりで周囲を驚嘆させた。
  - 1993年ドイツグランプリの予選でも高速シケイン手前でクラッシュし、右前後輪を失った状態でシケインを直進して縁石で跳ねた車体がグラベルに横転して止まる大きなクラッシュとなり欠場の可能性が高いとの第一報だったが、決勝グリッドで「ちょっと驚いたけど大丈夫だよ」と笑顔でインタビューに答え決勝に出走した。
- 1991年8月に、15歳年下でありイギリスF3000で開幕以来全勝を誇っており、翌年にF1進級が噂されていた弟のポール・ワーウィックが、オウルトン・パークで行われていたイギリスF3000の事故により22歳で他界。この年の末から、英国の優秀な若手レーサーを表彰する「ポール・ワーウィック記念杯」が企画され、当時F3に参戦していたデビッド・クルサードが初代受賞者となり、2001年には佐藤琢磨が受賞している。
  - ポール死去で落ち込んでいる最中に開催されたSWC第5戦ニュルブルクリンクの予選中、メルセデス・ベンツ・C291が予選タイムアタックしていたワーウィックのジャガーを故意にブロックしマシンをぶつけた（その直前に「ジャガーにブロックされた」と感じた動きがあったとされる）[24]。予選終了後のピットで、ワーウィックは弟の事故直後でレースの安全面を特に考えていた時期でもあった為、メルセデスがぶつかってきたことに激怒し、担当メカニックとロス・ブラウンの制止を振り切って[25]、トランスポーターに殴り込んだ。ジャン＝ルイ・シュレッサーとヨッヘン・マスが後を追い[26]、ワーウィックが「今乗ってたヤツは誰だ」と捕まえ殴ろうとしたその相手は22歳のミハエル・シューマッハであった。シューマッハの顔を見ると若く、弟を思い出したため一息入れ、「他のドライバーも尊重しないとダメだ」と小言だけで済まし殴るのを思い留まった。
- 一度だけWRCにも参戦した（1990年RACラリーでマシンはプロドライブ製のグループAスバル・レガシィ、成績は13位まで順位を上げていたが3日目にリタイアとなった）[27]。

## カーナンバー (F1)
- 36 (1981年第4-15戦)
- 35 (1982年第1-6.9戦-1983年)
- 16 (1984年-1985年第1-14.16戦)
- 8 (1986年第6-16戦)
- 17 (1987年.1988年)
- 9 (1989年第1-6.8-16戦.1993年)
- 11 (1990年)

## レース戦績

### 略歴
| 年   | シリーズ                                         | チーム                                             | レース | 勝利 | PP | FL | 表彰台 | ポイント | 順位 |
| ---- | ------------------------------------------------ | -------------------------------------------------- | ------ | ---- | -- | -- | ------ | -------- | ---- |
| 1976 | フォーミュラ・フォード・フェスティバル（英語版） | N/A                                                | 1      | 0    | 0  | ?  | 1      | N/A      | 2位  |
| 1977 | BP・スーパー・ヴィスコ・イギリス・フォーミュラ3  | ワーウィック・トレイラーズ                         | 13     | 0    | 1  | 2  | 5      | 40       | 5位  |
| 1977 | ヴァンダーヴェル・イギリス・フォーミュラ3        | ワーウィック・トレイラーズ                         | 6      | 0    | 2  | 0  | 2      | 41       | 3位  |
| 1977 | ヨーロピアン・フォーミュラ3                      | ワーウィック・トレイラーズ                         | 2      | 0    | 0  | 0  | 0      | 1        | 28位 |
| 1978 | BP・スーパー・ヴィスコ・イギリス・フォーミュラ3  | ワーウィック・トレイラーズ                         | 16     | 3    | 3  | 2  | 10     | 72       | 2位  |
| 1978 | ヴァンダーヴェル・イギリス・フォーミュラ3        | ワーウィック・トレイラーズ                         | 9      | 3    | 3  | 6  | 8      | 162      | 1位  |
| 1978 | ヨーロピアン・フォーミュラ3                      | ワーウィック・トレイラーズ                         | 3      | 1    | 1  | 0  | 2      | 13       | 6位  |
| 1978 | 全日本・フォーミュラ2                            | N/A                                                | 1      | 0    | 0  | 0  | 0      | 0        | NC   |
| 1979 | ヨーロピアン・フォーミュラ2（英語版）            | セオドール・レーシング                             | 11     | 0    | 0  | 0  | 0      | 2        | 20位 |
| 1979 | イギリス・フォーミュラ1（英語版）                | セオドール・レーシング                             | 3      | 0    | 0  | 0  | 1      | 6        | 12位 |
| 1980 | ヨーロピアン・フォーミュラ2                      | トールマン・グループ・モータースポーツ             | 11     | 1    | 4  | 1  | 7      | 42       | 2位  |
| 1981 | フォーミュラ1                                    | キャンディ（英語版）・トールマン・モータースポーツ | 1      | 0    | 0  | 0  | 0      | 0        | NC   |
| 1982 | フォーミュラ1                                    | キャンディ（英語版）・トールマン・モータースポーツ | 10     | 0    | 0  | 1  | 0      | 0        | NC   |
| 1983 | フォーミュラ1                                    | キャンディ（英語版）・トールマン・モータースポーツ | 15     | 0    | 0  | 0  | 0      | 9        | 14位 |
| 1983 | 世界スポーツカー選手権                           | ポルシェ・クレマー・レーシング                     | 2      | 0    | 0  | 0  | 0      | 0        | NC   |
| 1983 | ヨーロピアン・耐久選手権（英語版）               | ジョン・フィッツパトリック・レーシング（英語版）   | 1      | 1    | 0  | 0  | 1      | 20       | 22位 |
| 1984 | フォーミュラ1                                    | エキップ・ルノー・エルフ                           | 16     | 0    | 0  | 1  | 4      | 23       | 7位  |
| 1985 | フォーミュラ1                                    | エキップ・ルノー・エルフ                           | 15     | 0    | 0  | 0  | 0      | 5        | 14位 |
| 1986 | フォーミュラ1                                    | モーター・レーシング・ディベロップメンツ           | 10     | 0    | 0  | 0  | 0      | 0        | NC   |
| 1986 | 世界スポーツカー選手権                           | シルク・カット・ジャガー                           | 9      | 1    | 0  | 0  | 5      | 81       | 3位  |
| 1986 | IMSA・GT選手権                                   | BF・グッドリッチ                                   | 1      | 0    | 0  | 0  | 1      | 0        | NC   |
| 1987 | フォーミュラ1                                    | USF&G（英語版）・アロウズ・メガトロン              | 16     | 0    | 0  | 0  | 0      | 3        | 16位 |
| 1988 | フォーミュラ1                                    | USF&G（英語版）・アロウズ・メガトロン              | 16     | 0    | 0  | 0  | 0      | 17       | 8位  |
| 1989 | フォーミュラ1                                    | USF&G・アロウズ                                    | 15     | 0    | 0  | 0  | 0      | 7        | 10位 |
| 1990 | フォーミュラ1                                    | キャメル・チーム・ロータス                         | 16     | 0    | 0  | 0  | 0      | 3        | 14位 |
| 1991 | 世界スポーツカー選手権                           | シルク・カット・ジャガー                           | 8      | 3    | 1  | 1  | 4      | 79       | 2位  |
| 1991 | IMSA・GT選手権                                   | バド・ライト・ジャガー                             | 1      | 0    | 0  | 0  | 0      | 0        | NC   |
| 1992 | 世界スポーツカー選手権                           | プジョー・タルボ・スポール                         | 6      | 3    | 2  | 1  | 5      | 98       | 1位  |
| 1993 | フォーミュラ1                                    | フットワーク・無限ホンダ                           | 16     | 0    | 0  | 0  | 0      | 4        | 16位 |
| 1995 | イギリス・ツーリングカー選手権                   | アルファロメオ・オールド・スパイス・レーシング     | 23     | 0    | 0  | 0  | 0      | 15       | 19位 |
| 1996 | ル・マン24時間レース                             | クラージュ・コンペティション                       | 1      | 0    | 0  | 0  | 1      | N/A      | 13位 |
| 1997 | イギリス・ツーリングカー選手権                   | ヴォクスホール・スポーツ（英語版）                 | 24     | 0    | 0  | 0  | 0      | 33       | 14位 |
| 1997 | バサースト1000（英語版）                         | ヴォクスホール・スポーツ（英語版）                 | 1      | 0    | 0  | 0  | 0      | N/A      | 6位  |
| 1998 | イギリス・ツーリングカー選手権                   | ヴォクスホール・スポーツ（英語版）                 | 26     | 1    | 0  | 0  | 2      | 70       | 9位  |
| 1998 | バサースト1000                                   | チーム・ヴェクトラ（英語版）                       | 1      | 0    | 0  | 0  | 0      | N/A      | 5位  |
| 2005 | グランプリ・マスターズ                           | チーム・リクサス                                   | 1      | 0    | 0  | 0  | 0      | 0        | 5位  |
| 2006 | グランプリ・マスターズ                           | チーム・リクサス                                   | 2      | 0    | 0  | 0  | 0      | 2        | 6位  |
| 2007 | ポルシェ・スーパーカップ（英語版）               | ポルシェ・AG                                       | 1      | 0    | 0  | 0  | 0      | 0        | NC†  |

- † : ゲストドライバーとしての出走であるため、ポイントは加算されない。

### ヨーロッパ・フォーミュラ3選手権
| 年     | エントラント               | シャシー       | エンジン    | 1   | 2   | 3   | 4     | 5   | 6   | 7   | 8   | 9   | 10  | 11  | 12      | 13    | 14      | 15    | 16  | Pos. | Pts |
| ------ | -------------------------- | -------------- | ----------- | --- | --- | --- | ----- | --- | --- | --- | --- | --- | --- | --- | ------- | ----- | ------- | ----- | --- | ---- | --- |
| 1977年 | ワーウィック・トレイラーズ | シェブロン B38 | トヨタ 2T-G | LEC | NÜR | ZAN | ZOL 6 | ÖST | IMO | PER | MNZ | CET | KNU | KAS | DON Ret | JAR   | VLL     |       |     | 26位 | 1   |
| 1978年 | ワーウィック・トレイラーズ | ラルト RT1     | トヨタ 2T-G | ZAN | NÜR | ÖST | ZOL   | IMO | NÜR | DIJ | MNZ | PER | MAG | KNU | KAR     | DON 1 | KAS Ret | JAR 3 | VLL | 6位  | 13  |

### ヨーロピアン・フォーミュラ2選手権
| 年     | エントラント                           | シャシー           | エンジン | 1       | 2       | 3       | 4       | 5       | 6     | 7     | 8       | 9       | 10      | 11      | 12     | 順位 | ポイント |
| ------ | -------------------------------------- | ------------------ | -------- | ------- | ------- | ------- | ------- | ------- | ----- | ----- | ------- | ------- | ------- | ------- | ------ | ---- | -------- |
| 1979年 | トールマン・グループ・モータースポーツ | マーチ・792        | ハート   | THR Ret | HOC Ret | THR Ret | NÜR DNS | VLL NC  | MUG 5 | PAU 9 | HOC Ret | ZAN Ret | PER Ret | MIS Ret | DON 10 | 20位 | 2        |
| 1980年 | トールマン・グループ・モータースポーツ | トールマン・TG280  | ハート   | THR 2   | HOC Ret | NÜR 3   | VLL 3   | PAU Ret | SIL 1 | ZOL 4 |         |         |         |         |        | 2位  | 42       |
| 1980年 | トールマン・グループ・モータースポーツ | トールマン・TG280B | ハート   |         |         |         |         |         |       |       | MUG 2   | ZAN 2   | PER 11  | MIS 3   | HOC    | 2位  | 42       |

- 太字はポールポジション、斜字はファステストラップ。(key)

### フォーミュラ1
| 年     | エントラント | シャシー | エンジン                        | 1       | 2       | 3        | 4       | 5       | 6        | 7       | 8       | 9       | 10      | 11      | 12      | 13      | 14      | 15      | 16      | WDC  | ポイント |
| ------ | ------------ | -------- | ------------------------------- | ------- | ------- | -------- | ------- | ------- | -------- | ------- | ------- | ------- | ------- | ------- | ------- | ------- | ------- | ------- | ------- | ---- | -------- |
| 1981年 | トールマン   | TG181    | ハート 415T 1.5 L4 t            | USW     | BRA     | ARG      | SMR DNQ | BEL DNQ | MON DNPQ | ESP DNQ | FRA DNQ | GBR DNQ | GER DNQ | AUT DNQ | NED DNQ | ITA DNQ | CAN DNQ | CPL Ret |         | NC   | 0        |
| 1982年 | トールマン   | TG181C   | ハート 415T 1.5 L4 t            | RSA Ret | BRA DNQ | USW DNPQ | SMR Ret | BEL Ret | MON DNQ  | DET     | CAN     | NED Ret | GBR Ret | FRA 15  | GER 10  | AUT Ret | SUI Ret |         |         | NC   | 0        |
| 1982年 | トールマン   | TG183    | ハート 415T 1.5 L4 t            |         |         |          |         |         |          |         |         |         |         |         |         |         |         | ITA Ret | CPL Ret | NC   | 0        |
| 1983年 | トールマン   | TG183B   | ハート 415T 1.5 L4 t            | BRA 8   | USW Ret | FRA Ret  | SMR Ret | MON Ret | BEL 7    | DET Ret | CAN Ret | GBR Ret | GER Ret | AUT Ret | NED 4   | ITA 6   | EUR 5   | RSA 4   |         | 14位 | 9        |
| 1984年 | ルノー       | RE50     | ルノー EF4 1.5 V6 t             | BRA Ret | RSA 3   | BEL 2    | SMR 4   | FRA Ret | MON Ret  | CAN Ret | DET Ret | DAL Ret | GBR 2   | GER 3   | AUT Ret | NED Ret | ITA Ret | EUR 11† | POR Ret | 7位  | 23       |
| 1985年 | ルノー       | RE60     | ルノー EF4B 1.5 V6 t            | BRA 10  | POR 7   | SMR 10†  | MON 5   | CAN Ret | DET Ret  | FRA 7   |         |         |         |         |         |         |         |         |         | 14位 | 5        |
| 1985年 | ルノー       | RE60B    | ルノー EF15 1.5 V6 t            |         |         |          |         |         |          |         | GBR 5   | GER Ret | AUT Ret | NED Ret | ITA Ret | BEL 6   | EUR Ret | RSA     | AUS Ret | 14位 | 5        |
| 1986年 | ブラバム     | BT55     | BMW M12/13/1 1.5 L4 t           | BRA     | ESP     | SMR      | MON     | BEL     | CAN Ret  | DET 10  | FRA 9   | GBR 8   | GER 7   | HUN Ret | AUT DNS | ITA Ret | POR Ret | MEX Ret | AUS Ret | NC   | 0        |
| 1987年 | アロウズ     | A10      | メガトロン M12/13 1.5 L4 t      | BRA Ret | SMR 11† | BEL Ret  | MON Ret | DET Ret | FRA Ret  | GBR 5   | GER Ret | HUN 6   | AUT Ret | ITA Ret | POR 13  | ESP 10  | MEX Ret | JPN 10  | AUS Ret | 16位 | 3        |
| 1988年 | アロウズ     | A10B     | メガトロン M12/13 1.5 L4 t      | BRA 4   | SMR 9   | MON 4    | MEX 5   | CAN 7   | DET Ret  | FRA Ret | GBR 6   | GER 7   | HUN Ret | BEL 5   | ITA 4   | POR 4   | ESP Ret | JPN Ret | AUS Ret | 8位  | 17       |
| 1989年 | アロウズ     | A11      | フォード・コスワース DFR 3.5 V8 | BRA 5   | SMR 5   | MON Ret  | MEX Ret | USA Ret | CAN Ret  | FRA     | GBR 9   | GER 6   | HUN 10  | BEL 6   | ITA Ret | POR Ret | ESP 9   | JPN 6   | AUS Ret | 10位 | 7        |
| 1990年 | ロータス     | 102      | ランボルギーニ 3512 3.5 V12     | USA Ret | BRA Ret | SMR 7    | MON Ret | CAN 6   | MEX 10   | FRA 11  | GBR Ret | GER 8   | HUN 5   | BEL 11  | ITA Ret | POR Ret | ESP Ret | JPN Ret | AUS Ret | 14位 | 3        |
| 1993年 | フットワーク | FA13B    | 無限ホンダ MF-351 HB 3.5 V10    | RSA 7†  | BRA 9   |          |         |         |          |         |         |         |         |         |         |         |         |         |         | 16位 | 4        |
| 1993年 | フットワーク | FA14     | 無限ホンダ MF-351 HB 3.5 V10    |         |         | EUR Ret  | SMR Ret | ESP 13  | MON Ret  | CAN 16  | FRA 13  | GBR 6   | GER 17  | HUN 4   | BEL Ret | ITA Ret | POR 15† | JPN 14† | AUS 10  | 16位 | 4        |

- 太字はポールポジション、斜字はファステストラップ。(key)
- † : リタイアだが、90%以上の距離を走行したため規定により完走扱い。

### 世界スポーツカー選手権
| 年     | エントラント                   | クラス | シャシー             | エンジン                     | 1       | 2     | 3       | 4       | 5       | 6     | 7       | 8     | 9     | DC  | ポイント |
| ------ | ------------------------------ | ------ | -------------------- | ---------------------------- | ------- | ----- | ------- | ------- | ------- | ----- | ------- | ----- | ----- | --- | -------- |
| 1983年 | ポルシェ・クレマー・レーシング | C      | クレマー・CK5        | ポルシェ Type-935 3.0 L F6 t | MNZ     | SIL   | NÜR     | LMS Ret | SPA Ret | FUJ   | KYA     |       |       | NC  | 0        |
| 1986年 | シルク・カット・ジャガー       | C1     | ジャガー・XJR-6      | ジャガー 6.5 L V12           | MNZ Ret | SIL 1 | LMS Ret | NOR 3   | BRH 4   | JER 3 | NÜR Ret | SPA 2 | FUJ 3 | 3位 | 81       |
| 1991年 | シルク・カット・ジャガー       | C1     | ジャガー・XJR-14     | ジャガー HB 3.5 L V8         | SUZ NC  | MNZ 1 | SIL 1   |         | NÜR 1   | MAG 5 | MEX 6   | AUT 2 |       | 2位 | 79       |
| 1991年 | シルク・カット・ジャガー       | C1     | ジャガー・XJR-12     | ジャガー 7.4 L V12           |         |       |         | LMS 4   |         |       |         |       |       | 2位 | 79       |
| 1992年 | プジョー・タルボ・スポール     | C1     | プジョー・905 Evo 1B | プジョー SA35-A2 3.5 L V10   | MNZ 2   | SIL 1 | LMS 1   | DON 2   | SUZ 1   | MAG 5 |         |       |       | 1位 | 98       |

- 太字はポールポジション、斜字はファステストラップ。(key)

### ル・マン24時間レース
| 年     | チーム                                                      | コ・ドライバー                                  | 車両                     | クラス | 周回数 | 総合 順位 | クラス 順位 |
| ------ | ----------------------------------------------------------- | ----------------------------------------------- | ------------------------ | ------ | ------ | --------- | ----------- |
| 1983年 | ポルシェ・クレマー・レーシング                              | パトリック・ガイヤール フランク・イェリンスキー | ポルシェ-クレマー・CK5   | C      | 76     | DNF       | DNF         |
| 1986年 | シルク・カット・ジャガー トム・ウォーキンショー・レーシング | エディ・チーバー ジャン＝ルイ・シュレッサー     | ジャガー・XJR-6          | C1     | 239    | DNF       | DNF         |
| 1991年 | シルク・カット・ジャガー トム・ウォーキンショー・レーシング | ジョン・ニールセン アンディ・ウォレス           | ジャガー・XJR-12         | C1     | 356    | 4位       | 4位         |
| 1992年 | プジョー・タルボ・スポール                                  | ヤニック・ダルマス マーク・ブランデル           | プジョー・905 Evo 1B     | C1     | 352    | 1位       | 1位         |
| 1996年 | クラージュ・コンペティション                                | マリオ・アンドレッティ ヤン・ラマース           | クラージュ・C36-ポルシェ | LMP1   | 315    | 13位      | 3位         |

### イギリス・ツーリングカー選手権
| 年     | チーム                                         | 車両                     | 1         | 2         | 3        | 4         | 5        | 6         | 7        | 8        | 9         | 10        | 11        | 12       | 13       | 14        | 15       | 16        | 17       | 18        | 19       | 20        | 21        | 22        | 23        | 24        | 25       | 26       | 順位 | ポイント |
| ------ | ---------------------------------------------- | ------------------------ | --------- | --------- | -------- | --------- | -------- | --------- | -------- | -------- | --------- | --------- | --------- | -------- | -------- | --------- | -------- | --------- | -------- | --------- | -------- | --------- | --------- | --------- | --------- | --------- | -------- | -------- | ---- | -------- |
| 1995年 | アルファロメオ・オールド・スパイス・レーシング | アルファロメオ・155 TS   | DON 1 Ret | DON 2 Ret | BRH 1 12 | BRH 2 Ret | THR 1 12 | THR 2 Ret | SIL 1 16 | SIL 2 17 | OUL 1 DNS | OUL 2 DNS | BRH 1 8   | BRH 2 11 | DON 1 13 | DON 2 Ret | SIL 1 9  | KNO 1 Ret | KNO 2 16 | BRH 1 8   | BRH 2 14 | SNE 1 Ret | SNE 2 13  | OUL 1 8   | OUL 2 Ret | SIL 1 8   | SIL 2 10 |          | 19位 | 15       |
| 1997年 | ヴォクスホール・スポーツ                       | ヴォクスホール・ベクトラ | DON 1 9   | DON 2 8   | SIL 1 8  | SIL 2 5   | THR 1 15 | THR 2 6   | BRH 1 10 | BRH 2 11 | OUL 1 11  | OUL 2 Ret | DON 1 Ret | DON 2 10 | CRO 1 7  | CRO 2 10  | KNO 1 9  | KNO 2 13  | SNE 1 11 | SNE 2 Ret | THR 1 9  | THR 2 8   | BRH 1 Ret | BRH 2 Ret | SIL 1 Ret | SIL 2 Ret |          |          | 14位 | 33       |
| 1998年 | ヴォクスホール・スポーツ                       | ヴォクスホール・ベクトラ | THR 1 12  | THR 2 5   | SIL 1 4  | SIL 2 6*  | DON 1 13 | DON 2 8   | BRH 1 11 | BRH 2 13 | OUL 1 11  | OUL 2 Ret | DON 1 DSQ | DON 2 3  | CRO 1 9  | CRO 2 12  | SNE 1 10 | SNE 2 Ret | THR 1 7  | THR 2 Ret | KNO 1 9  | KNO 2 1   | BRH 1 Ret | BRH 2 14  | OUL 1 10  | OUL 2 5*  | SIL 1 7  | SIL 2 10 | 9位  | 70       |

- 太字はポールポジション、斜字はファステストラップ。(key)
- * : フィーチャーレースでリードラップを記録すると1ポイントを獲得できる。

### バサースト1000
| 年      | チーム                   | コ・ドライバー     | 車両                     | 周回数 | 総合 順位 |
| ------- | ------------------------ | ------------------ | ------------------------ | ------ | --------- |
| 1997年* | ヴォクスホール・スポーツ | ピーター・ブロック | ヴォクスホール・ベクトラ | 148    | 6位       |
| 1998年* | チーム・ヴェクトラ       | ジョン・クレランド | ヴォクスホール・ベクトラ | 157    | 5位       |

- * : スーパーツーリング・レース

### グランプリ・マスターズ
| 年     | チーム           | シャシー                     | エンジン                        | 1     | 2     | 3       | 4     | 5     |
| ------ | ---------------- | ---------------------------- | ------------------------------- | ----- | ----- | ------- | ----- | ----- |
| 2005年 | チーム・リクサス | デルタ・モータースポーツ GPM | ニコルソン・マクラーレン 3.5 V8 | RSA 5 |       |         |       |       |
| 2006年 | チーム・リクサス | デルタ・モータースポーツ GPM | ニコルソン・マクラーレン 3.5 V8 | QAT 5 | ITA C | SIL Ret | MAL C | RSA C |

- 太字はポールポジション、斜字はファステストラップ。(key)

### ポルシェ・スーパーカップ
| 年     | チーム       | 1   | 2   | 3   | 4   | 5   | 6      | 7   | 8   | 9   | 10  | 11  | DC  | ポイント |
| ------ | ------------ | --- | --- | --- | --- | --- | ------ | --- | --- | --- | --- | --- | --- | -------- |
| 2007年 | ポルシェ・AG | BHR | BHR | ESP | MON | FRA | GBR 27 | GER | HUN | TUR | BEL | ITA | NC† | 0†       |

- 太字はポールポジション、斜字はファステストラップ。(key)
- † : ゲストドライバーとしての出走であるため、ポイントは加算されない。